# Granger (Missouri)
Granger è un villaggio degli Stati Uniti d'America, situato nello Stato del Missouri, nella contea di Scotland.